# Oswald Tower
Oswald Tower (North Adams, 23 novembre 1883 – West Caldwell, 28 maggio 1968) è stato un dirigente sportivo statunitense, membro della Naismith Memorial Basketball Hall of Fame dal 1959 in qualità di contributore.
Membro del "National Basketball Rules Committee" dal 1910 al 1960, succedette a George Hepbron nella redazione della annuale "Basketball Guide" (1915-1959). Fu inoltre arbitro di football americano e di pallacanestro a livello di high school